# Пинеда, Маурисио
Маурисио Эктор Пинеда (англ. Mauricio Héctor Pineda; род. 13 июля 1975, Буэнос-Айрес, Аргентина) — аргентинский футболист, защитник. Известен по выступлениям за итальянский клуб «Удинезе» и сборную Аргентины. Участник Олимпийских игр 1996 года в Атланте и чемпионата мира 1998.

## Клубная карьера
В 1993 году Пинеда начал свою карьеру в столичном «Уракане». 26 февраля 1994 года в матче против «Росарио Сентраль» он дебютировал аргентинской Примере. Со второго сезона он стал основным защитником команды и в 1995 году перешёл в более именитый «Бока Хуниорс». В новой команде Маурисио не смог закрепиться из-за высокой конкуренции и сыграл лишь в половине матчей в основном выходя на замену.
В 1996 году Пинеда перешёл в итальянский «Удинезе», но и там он не получал необходимого игрового времени. За шесть сезонов проведенных в Удине, Маурисио сыграл всего 35 матчей и трижды на правах аренды выступал за испанскую «Мальорку», а также итальянские «Наполи» и «Кальяри». Ни в одной из команд Пинеда не смог вернуть ту форму, которая у него было во времена выступлений на родине.
В 2003 году он вернулся в Аргентину, где пробовал реанимировать карьеру в «Ланусе», но после пяти матчей решил завершить карьеру.

## Международная карьера
В 1996 году в составе сборной Аргентины Пинеда дошёл до финала Олимпийских игр в Атланте. В 1998 году Маурисио попал в заявку национальной команды на Чемпионате мира во Франции. На турнире он сыграл в трех матчах против сборных Ямайки, Нидерландов, а во встрече против Хорватии Пинеда забил единственный гол в поединке.

### Голы за сборную Аргентины
| #   | Дата         | Место                       | Противник | Счёт | Результат | Соревнование         |
| --- | ------------ | --------------------------- | --------- | ---- | --------- | -------------------- |
| 01. | 26 июня 1998 | Парк Лескюр, Бордо, Франция | Хорватия  | 1:0  | 1:0       | Чемпионата Мира 1998 |

## Достижения
Командные
 «Мальорка»
- Обладатель Суперкубка Испании — 1998

Международные
 Аргентина
- Олимпийские игры — 1996